# Fälttåget i Nordafrika
De allierades fälttåg i Nordafrika utspelades under andra världskriget och pågick från den 10 juni 1940 till den 13 maj 1943. Det utkämpades i de libyska och egyptiska öknarna (även känt som Ökenkriget) och i Marocko och Algeriet (Operation Torch) och Tunisien (fälttåget i Tunisien).
Striderna stod mellan de allierade och axelmakterna, varav många hade koloniala intressen i Afrika med anor från slutet av 1800-talet. Den allierade krigsinsatsen dominerades av det brittiska samväldet och landsflyktiga från det tyskockuperade Europa. USA gick med i kriget 1941 och gav militärt stöd i Nordafrika den 11 maj 1942.
Striderna i Nordafrika började med den italienska krigsförklaringen den 10 juni 1940. Den 14 juni korsade den brittiska arméns 11th Hussars (understödda av delar av 1st Royal Tank Regiment, 1st RTR) gränsen från Egypten till Libyen och erövrade det italienska Fort Capuzzo. Detta följdes av en italiensk motoffensiv i Egypten och erövringen av Sīdī Barrānī i september 1940 och därefter i december 1940 av en brittisk motoffensiv, under namnet Operation Compass. Under operationen förintades den 10:e italienska armén och den tyska Afrikakåren under befäl av generalfältmarskalk Erwin Rommel skickades till Nordafrika under Operation Sonnenblume för att förstärka de italienska styrkorna och förhindra ett fullständigt nederlag för axelmakterna.
Fälttåget präglades av en serie av gungbrädestrider för kontrollen över Libyen och delar av Egypten, och som nådde en kulmen i slaget vid el-Alamein där brittiska samväldets styrkor under befäl av generallöjtnant Bernard Montgomery gav ett avgörande nederlag till axelmakterna och drev dem tillbaka till Tunisien. Efter landstigningen i nordvästra Afrika under Operation Torch i slutet av 1942, och efterföljande strider mot Vichyfrankrikes styrkor (som sedan bytte sidor), omringade slutligen de allierade arméerna axelmakternas styrkor i norra Tunisien och tvingade dessa att kapitulera.
Operation Torch i november 1942 var en kompromissoperation som uppnådde det brittiska målet att säkra segern i Nordafrika, och samtidigt tillåta amerikanska trupper att engagera sig i kampen mot Nazityskland i begränsad omfattning. Dessutom, då Josef Stalin hade länge krävt att en andra front skulle öppnas för att strida mot Wehrmacht och minska trycket på de sovjetiska arméerna, gav det en viss grad av lättnad för Östfronten genom att avleda axelmakternas styrkor till den afrikanska krigsskådeplatsen, omringa dem och förinta dem där. Segern i Nordafrika ledde också till att axelmakternas belägringen av Malta kunde hävas.
Uppgifter som samlats via brittisk Enigma-avkodifiering av fientliga underrättelser visade sig vara avgörande för den allierade framgången i Nordafrika. De allierades seger i detta fälttåg ledde omedelbart till det italienska fälttåget, som kulminerade i den Italienska fascistregeringens undergång och elimineringen av en tysk bundsförvant.